# 大拉翅

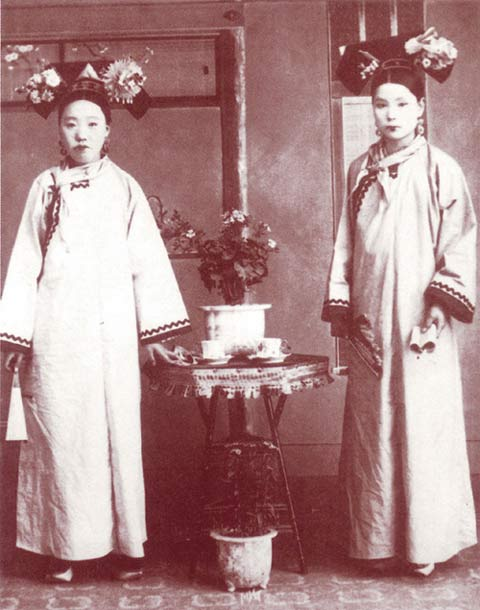
清朝貴婦人（1911年以前）

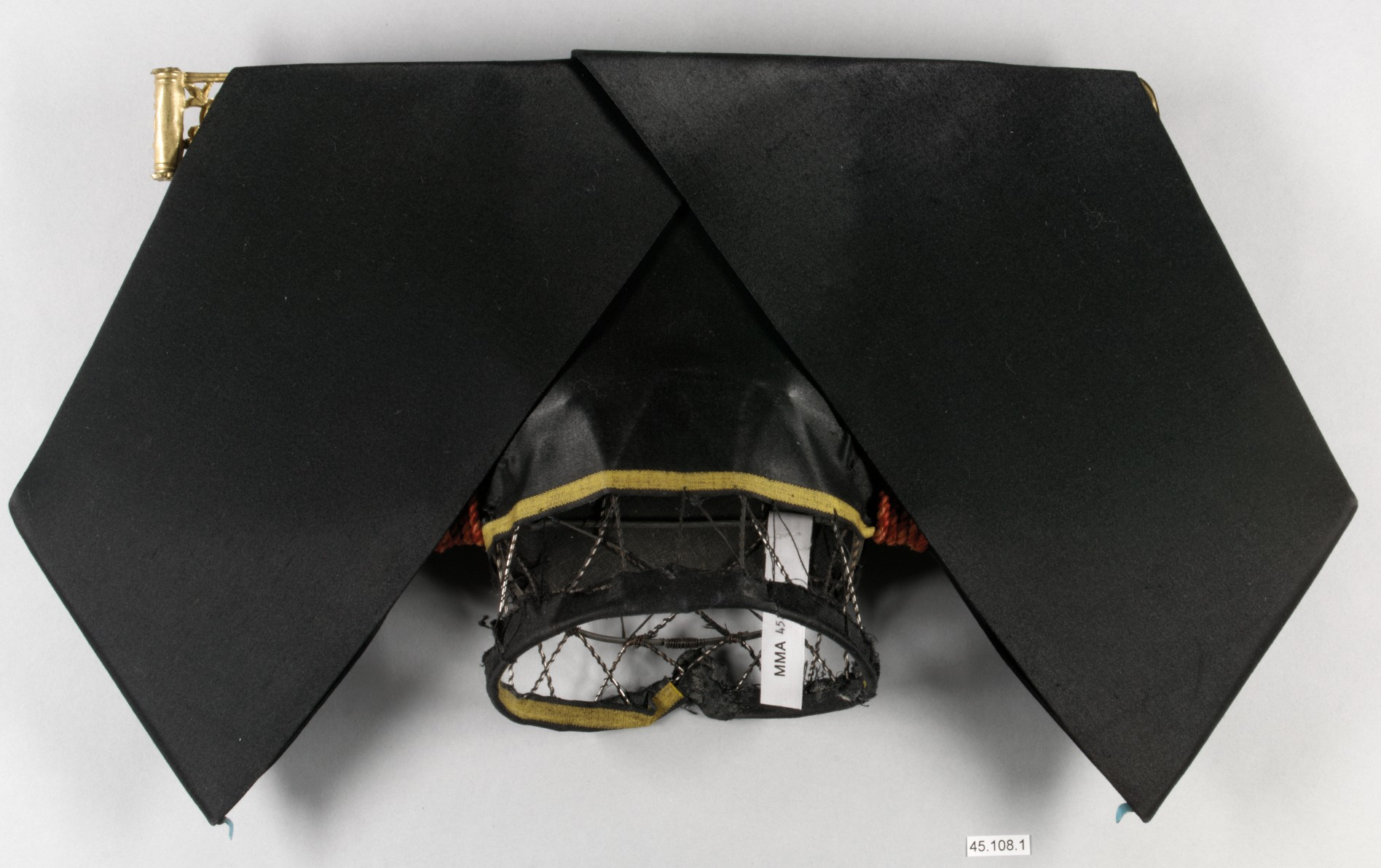
大拉翅

大拉翅是晚清时滿族及清宮中為婦女所流行的一種頭飾，為板狀冠型，呈現如牌樓般高聳挺立的風貌。满族人称旗頭，因在北京流行又名大京樣、大翻車:88，或称達拉翅、答喇赤、旗頭板等。
清朝中期，满族成年女性的发型以二把头和钿子为主流，亦是清宫后妃、命妇在朝冠、吉服冠之外，梳装的日常发型:56。晚清时，二把头借助假发和发架，发展为架子头。架子头增加了燕尾，以脑后余发梳成两个尖角燕尾。假发和真发组成的架子头又演变成布料、铁丝等材料构成的大拉翅。《旧京人物与风情》中，将这种变化记为“慈禧当权时”:88。即光绪时期:67。
常见的大拉翅可分为旗头板、旗头座、骨架三部。通常是扇面状的中空硬壳，高度一尺左右，下方是头围大小的圆箍。以铁丝做架，布袼褙（浆糊粘合起来的多层布）做胎，表面包裹黑色缎子或绒布。旗头板、旗头座点缀花卉及珠宝首饰。旗头板的表面可以插花卉、簪、钗等众多装饰。旗头板装饰的花卉有真花，也有假花，即绢花。彩色大绢花，称“头花”、“端花”。旗头板侧面还悬挂有流苏（垂穗）。形制上分为无垂穗、单侧穗、双侧穗三种，颜色以红色为主。旗头、扁方、流苏、头花和燕尾成为大拉翅的基本要素:88—89。
大拉翅本是晚清最具特色的发型:88，而在中国当代制作的清宫剧中，以《还珠格格》及之后的电视剧为代表，大拉翅成为被普遍误用的发型。2018年的报道指，近年出品、光绪朝之前背景的电视剧，更多见以假发盘成的大拉翅。而大拉翅“越大越重说明女子的身份越高”。